# Odense
Odense ([ˈoðˀn̩sə]ⓘ) es la tercera ciudad más grande de Dinamarca, después de Copenhague y Aarhus. Está ubicada 147 km al oeste de Copenhague, en la isla de Fionia, y es la capital y la ciudad más grande de la isla. La ciudad de Odense tenía 179 601 habitantes (2019). La ciudad fue sede de la región de Fionia desde 1970 hasta el 1 de enero de 2007, cuando dicha región se convirtió en la región de Dinamarca Meridional.
Ha habido asentamientos humanos desde hace 4000 años, aunque el nombre no fue mencionado de manera escrita hasta el 988 -es una de las ciudades más antiguas de Dinamarca y en 1988 celebró los 1000 años de antigüedad-, y para 1070 se había convertido en una próspera ciudad. El Templo de San Canuto fue durante la Edad Media un importante punto de peregrinaje para honrar al rey Canuto, asesinado en 1086. La ciudad fue incendiada en 1249, se recuperó rápidamente y floreció como centro de comercio en la Edad Media. Después de un largo periodo de declive, se hicieron planes de desarrollo durante el siglo XVIII, que llevaron a la reconstrucción del Palacio de Odense. En 1805 se convirtió en la sede de la asamblea provincial de Fionia. En 1865 se construyó una de las líneas de tren más largas de Dinamarca, haciendo crecer la población y el comercio, y para 1900 la ciudad había alcanzado 35000 habitantes. La universidad del Sur de Dinamarca se creó en 1966.
La ciudad está ubicada entre el fiordo de Odense y el río Odense. Un canal construido entre 1796 y 1806 da acceso a la ciudad desde el fiordo. El canal tiene una profundidad de 7,5 metros y una longitud de casi 8 kilómetros.
Numerosas industrias tienen su ubicación cercana a Odense. Destacan uno de los mayores astilleros de Dinamarca, un importante mercado de flores y vegetales así como una destilería.
Hans Christian Andersen nació en Odense el 2 de abril de 1805. Su casa natal se ha convertido en un museo. La ciudad tiene también un museo en honor del compositor Carl Nielsen nacido en las inmediaciones de Odense.

## Epónimo
El nombre de Odense proviene de Odins Vé que significa «Santuario de Odín», ya que así era conocido por los adoradores del dios nórdico Odín. Hoy en día es Odensvi.

## Historia

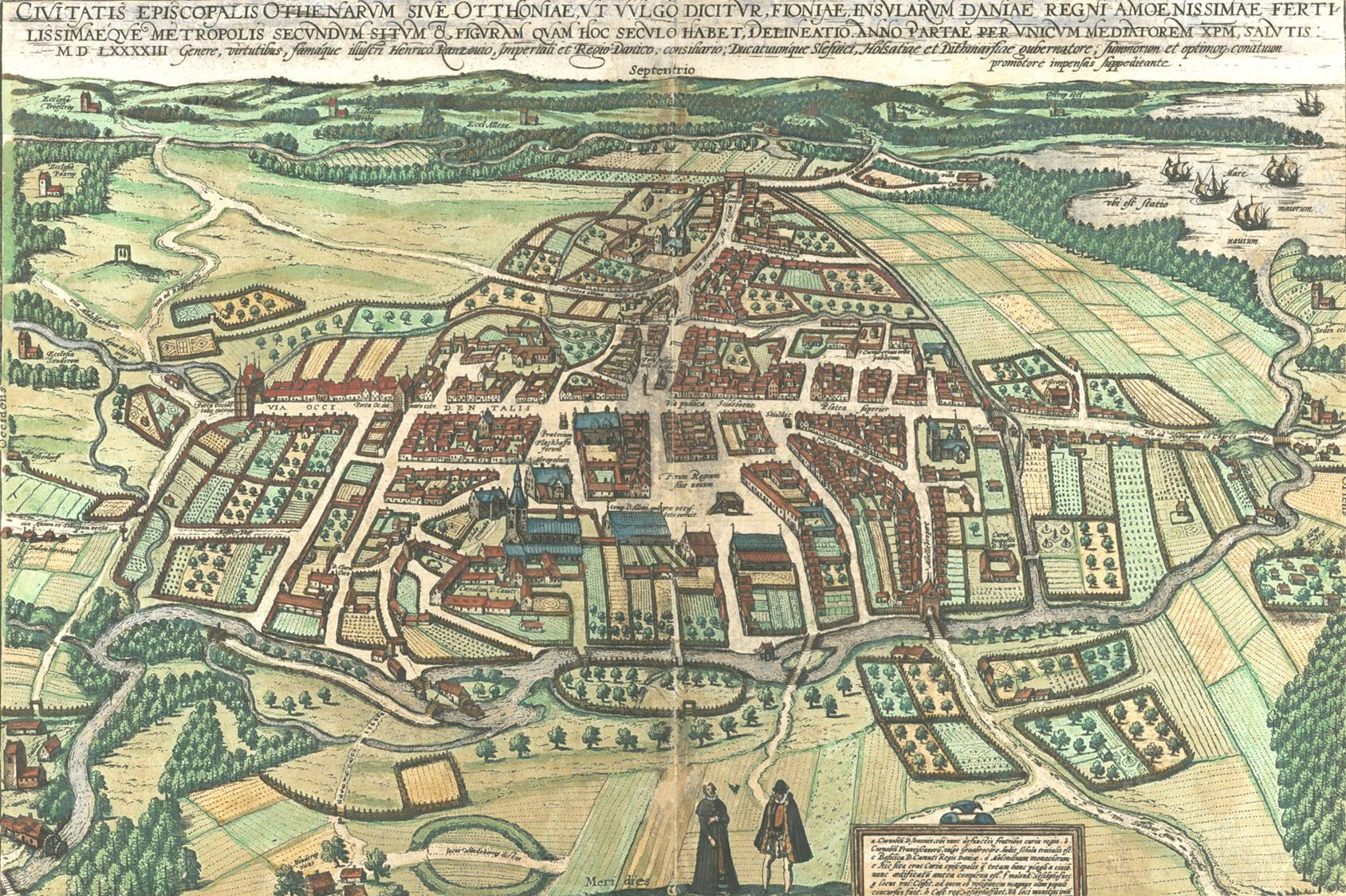
Mapa de Odense de 1593

Odense es una de las ciudades más antiguas de Dinamarca. Las excavaciones arqueológicas de la zona muestran pruebas de asentamientos de más de 4000 años por lo menos desde la Edad de Piedra. La primera comunidad se centra en el terreno más alto entre el río de Odense al sur y Naesbyhoved lago (ahora seco) en el norte. Nonnebakken, una de las ex fortalezas vikingas de Dinamarca, estaba al sur del río. En la actualidad, Montergarden el Museo de Odense tiene muchos artefactos relacionados con la historia temprana de los Vikingos en el área de Odense. Los vikingos construyeron numerosas fortificaciones a lo largo de la riberas de los ríos para defenderse contra los invasores que venían de la costa.
La ciudad celebró su milésimo aniversario en 1988, en conmemoración de la primera mención del nombre de la ciudad en una carta de 18 de marzo 988 del emperador alemán Otón III que otorgaba derechos a Odense y los asentamientos vecinos. La primera iglesia en Odense fue probablemente construida a finales del siglo XII. El primer obispo de Odense fue Reginbert que fue consagrado por Æthelnoth, arzobispo de Canterbury, en 1022.
Recientes excavaciones han demostrado que a partir de principios del siglo XI, la ciudad se desarrolló en el área alrededor de Albani Torv Fisketorvet, Overgade y Vestergade. Por 1070, Odense ya había crecido hasta convertirse en una ciudad de talla en Dinamarca. Canuto IV de Dinamarca, generalmente considerado como el último rey vikingo, fue asesinado por campesinos rebeldes, descontento con los altos impuestos que impuso en la ciudad, el 10 de julio de 1086. Fue canonizado en 1100. El priorato ya no existe, aunque hay una iglesia situada en el sitio desde aproximadamente del año 900. A principios del siglo XII, los monjes benedictinos de Inglaterra fundaron la Abadía de San Canuto. Fue aquí el monje inglés Ælnoth el que escribió la primera obra literaria de Dinamarca, Vita et Passio S. Canuti (La Vida y Pasión de San Canuto). El santuario de Canuto en la catedral de Odense (que se adjuntó al Priorato) atrajo a mucho peregrinos.

### Medioevo
En la Edad Media, se construyeron una serie de iglesias y monasterios en la ciudad. La iglesia de San Canuto (sct. Knuds Kirke), ahora la catedral, data de finales del siglo XIII y está estrechamente conectada a la Orden Benedictina. Otras iglesias antiguas de la ciudad son de (Vor Frue Kirke) (sct. Hans Kirke) Santa María y San Juan, con su monasterio adyacente. El monasterio Greyfriars (Kloster Gråbrødre) fue fundado por los franciscanos en 1279.
En 1247 Odense fue quemado por Abel de Dinamarca durante los conflictos con su hermano el rey Erik IV. La catedral tuvo que ser completamente reconstruida. Sin embargo, la ciudad continuó floreciendo como un centro comercial, y fue trazado en 1335. la ciudad prosperó económicamente durante toda la Edad Media, que atrajo a muchos comerciantes y artesanos que comercializan sus productos.
En 1482 el obispo Karl Rønnov brought y el impresor alemán Johann Snell viajaron a Odense para imprimir un libro de oraciones cortas, Breviarium Ottoniense, considerado como el primer trabajo que se va a imprimir en los países escandinavos. En paralelo Snell imprime "et de obsidione" una cuenta del asedio turco de la isla de Rodas.
Después de la Reforma danesa la ciudad disfrutó de un periodo sostenido de prosperidad de la década de 1530 a la mitad del siglo XVII, convirtiéndose en el centro comercial del norte de Fionia. Una de las principales fuentes de ingresos era la venta de ganado, proporcionar fondos sustanciales para la construcción de casas de madera fina para los comerciantes locales. Las noblezas locales participaron en el desarrollo de la ciudad mediante la construcción de residencias donde pasaron los meses de invierno. Pero la prosperidad de la ciudad llegó a un abrupto final, a fines de la década de 1650 cuando los impuestos pesados se impusieron después del final de las guerras suecas. Un período de estancamiento se produjo hasta finales del siglo XVIII.
Desde el siglo XVI la ciudad fue el lugar de encuentro de varios parlamentos, y hasta 1805 Odense fue la sede de la asamblea provincial de Fionia. En 1700 contaba con cerca de 4000 habitantes.

## Geografía y clima

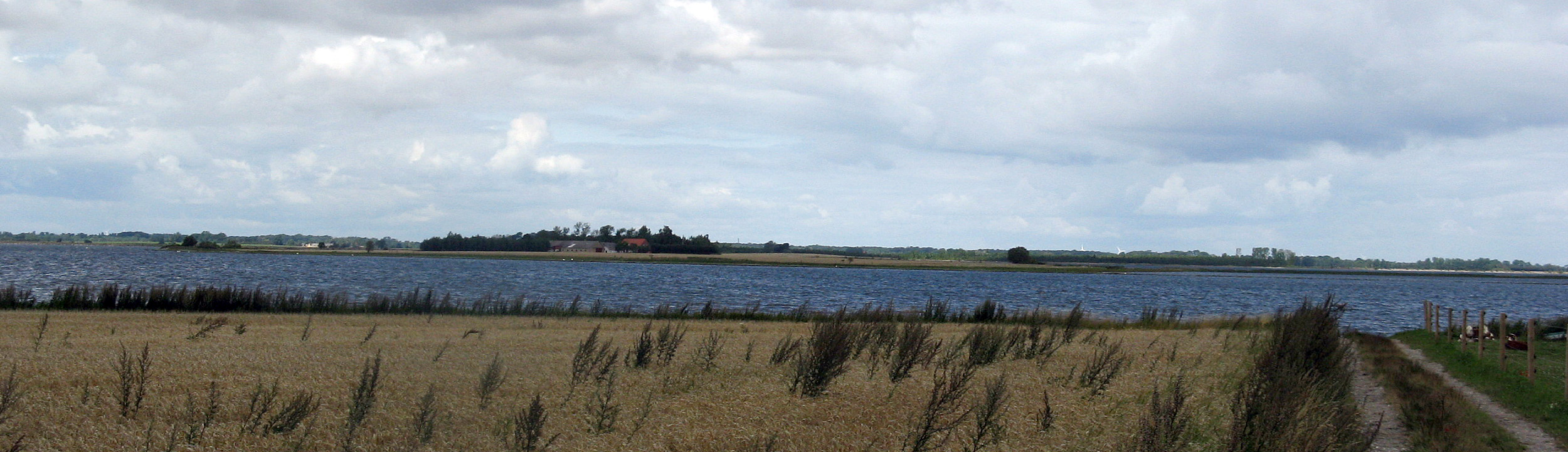
Lago cercano a la ciudad

Odense está situado en el centro del noreste de la isla de Fionia. Por carretera, Odense se encuentra a 45 kilómetros al norte de Svendborg, 144 kilómetros al sur de Aarhus, 167 kilómetros al suroeste de Copenhague, 136 kilómetros al este de Esbjerg y 69 kilómetros al sureste de Kolding. Los suburbios de Odense incluyen Estigia hacia el norte, Seden, Bullerup y Agedrup al noreste, Blommenslyst a Occidente, Bellinge al suroeste, y Neder Holluf y Højby al sur.
El río Odense fluye a través Odense, al sur de la principal zona comercial. Al noreste de la ciudad está el fiordo Odense, y al noreste, a lo largo de la carretera a 165 esta el fiordo Kerteminde Kerteminde. Se accede al fiordo por el estrecho pasaje de Gabets, entre Hals y Skoven, y está conectado por canal hasta el Puerto de Odense. El pequeño pueblo pesquero de Bregnor encuentra 3,7 kilómetros al sudeste del pasaje. Una profundidad de control de 11 metros se reportó en la parte norte de la canal entre la entrada del fiordo y Lindo Quay Terminal. La ensenada de Fyns Hoved al noreste de las curvas del puerto al sur para formar el enfoque de la fiordo de Odense. El lado este de la ensenada entre Fyns Hoved y Skoven, 5,5 metros hacia el sur, es irregular, con una playa y las colinas detrás de él, y al sur de la ensenada es la pequeña, poco profunda Korshavn Bay, con la Korshavn luz en las proximidades. Skoven es una península escarpada desnuda, con la bahía de Dalby (Dalby Bugt) al este.
En la parte suroeste del fiordo Odense son las islas de Vigelsø. Vigelsø es la isla más grande en el fiordo con 132 hectáreas y es un caldo de cultivo importante para las aves migratorias. Es parte de la zona especial de conservación SPC N.º 94. El fiordo de Odense ha sido el sujeto a estrecha vigilancia, con el objetivo de alcanzar al menos "buen" estado ecológico para el año 2015. La isla es de baja altitud, el punto más alto de Østerhoved solo hayan pasado seis metros sobre el mar. Hay un bosque de 25 hectáreas en la parte norte de la isla, mientras que la parte sur Consiste en prados costeros.

### Clima
Odense tiene un clima oceánico templado, clasificadas como zonas Cfb Köppen. Los veranos suaves cuentan con temperaturas máximas medias superiores a 20 °C, mientras que los inviernos están caracterizados por temperaturas mínimas que caen justo debajo de la congelación. En los meses más calurosos son julio y agosto, con temperaturas medias de 21 °C y las temperaturas medias diarias de 17 °C y 16 °C, respectivamente. Estos son los meses más lluviosos, con agosto la recepción de 80 mm y julio de 64 mm de lluvia en promedio. Ciclones extratropicales con frecuencia afectan a la región, contribuyendo a la abundante precipitación. Los meses más fríos son enero y febrero, con una temperatura media diaria de 0 °C y mínimas de -2 °C y -3 °C, respectivamente. Es común que el fiordo de Odense contenga hielo entre enero y marzo, y la entrada se mantenga clara para romper el hielo. La amplitud de la marea en el fiordo varía hasta 0.6 metros, y los vientos del oeste y noreste puede elevar el nivel del agua en hasta 1,8 metros. Los vientos del este y suroeste pueden disminuir hasta 1.5 metros. Los datos climáticos de la ciudad se registran en el Aeropuerto de Odense.

## Demografía
| Gráfica de evolución de Odense entre 1670 y 2020 |
|                                                  |

Odense siempre ha sido una ciudad poblada. La población creció notablemente durante el siglo XIX.
Con las mejoras en las comunicaciones por ferrocarril y vía al puerto, la población de Odense se incrementó de forma espectacular en el siglo XX. Durante la Segunda Guerra Mundial, la población pasó la marca de 100 000 habitantes. Siguió creciendo en los años de la posguerra, la ciudad alcanzó una población de 139490 en 1970. Cuando se estaba desarrollando la Universidad de Odense, establecida en 1966.
Los residentes comenzaron a mudarse del centro a las fueras de las áreas suburbanas incluyendo la municipalidad de Odense y cuyos límites fueron redefinidos en 1970. Como resultado, la población se redujo ligeramente durante las décadas de 1970 y 1980. Comenzó a subir de nuevo a finales de 1980 y se mantuvo constante. En 2009 Odense llegaba a una población de 158 678. En 2004 con 145554. A partir de 2014 alcanza la cifra de 172512 habitantes.

## Economía

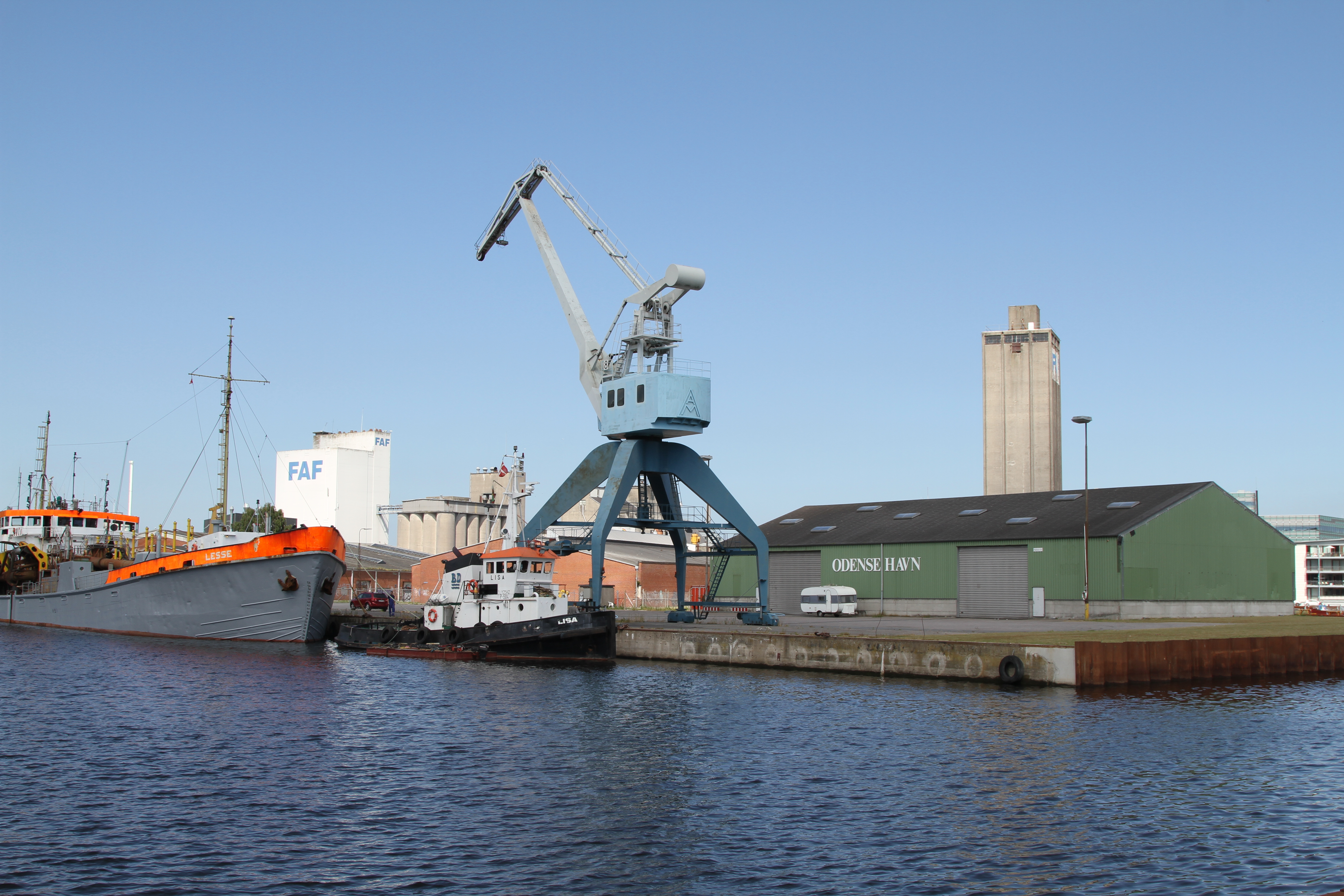
Puerto comercial de Odense

Odense es el más importante centro industrial y comercial de Fiona, y su ubicación central en Dinamarca lo convierte en uno de los centros nacionales de convenciones y congresos. Las empresas incluyen la Cervecería Albani, ABB (Asea Brown Boveri), Kansas ropa de trabajo (ropa), Plus Pack (enlatado y envases), así como fabricantes en el sector eléctrico. En los últimos años ha habido una tendencia general de la manufactura en el sector de servicios. En 2002, el 51 % de la fuerza laboral estaba empleada por el sector de servicios, mientras que solo el 13 % trabajaban en la industria. Lindo Wharf, una de las mayores constructoras navales de Dinamarca, ahora se ha convertido en el "Lindo Parque Industrial" especializado en la producción y el almacenamiento de componentes para la industria. También está GASA, un gran centro de horticultura, suministros de frutas, hortalizas, flores y plantas para la mayor parte del país, así como para la exportación. Establecido en 1988, el principal canal de televisión comercial de televisión de Dinamarca se basa en Odense.
Rosengårdcentret es un centro comercial que se encuentra en la parte suroriental de Odense. El centro data de 1971 y es el segundo más grande en Dinamarca con 100000 m² de espacio en el piso y más de 150 tiendas, así como restaurantes, cines y un centro de fitness. Una amplia variedad de tiendas se puede encontrar en el centro de la ciudad, especialmente en Kongens Gade y Vestergade y calles peatonales adyacentes.
El turismo es una importante fuente de ingresos para la ciudad. En 2008 Odense figuraba como séptimo en Dinamarca por el volumen de negocios en el turismo, llegando a 1,6 millones de coronas danesas para el año. En 2011, El Zoo de Odense era la atracción turística más popular de Fionia y el undécimo más popular en Dinamarca con 405 913 visitantes. El zoológico fue fundado en 1930 y tiene una superficie de 3.6 hectáreas y tiene alrededor de 2000 animales, que cubre 147 especies. En 2001 el Zoo de Odense fue inaugurado en 60 millones de coronas danesas "Oceanium", con la vida de los animales de América del Sur.
La vida nocturna en la ciudad culmina en el Pasaje Brandts, que contiene numerosos restaurantes, bares y cafeterías,: tales como la envidia-Lounge, Australian Bar, Brandts Kladefabrik y Cafe Biografen. El club de jazz, Jazzhus Dexter, está situado en el Vindegade. Otros lugares notables incluyen Nighlife Franck A, Froggys y el Club Retro. Los restaurantes incluyen el bar cucos nido y restaurante, la Brasserie Klitgaard, el conjunto Den Gamle Kro en una casa de entramado de madera del siglo XVII, Kvaegtorvet, a cargo de los cocineros principales Klavs Styrbæk que suelen servir pescados y carnes frescas, y la Sub-Lindetraet en una casa de campo del siglo XVIII frente a la casa de Hans Christian Andersen, que sirve cocina franco-danesa. Hoteles de la nota incluyen el Radisson SAS HC Andersen Hotel, el First Hotel Grand Con su bar brasserie, el 68-habitación de estilo antiguo Inglese Clarion Collection Hotel Plaza, City Hotel, que se encuentra en las proximidades del museo Hans Christian Andersen y el 140-sala de Danhostel Odense City.

## Deportes

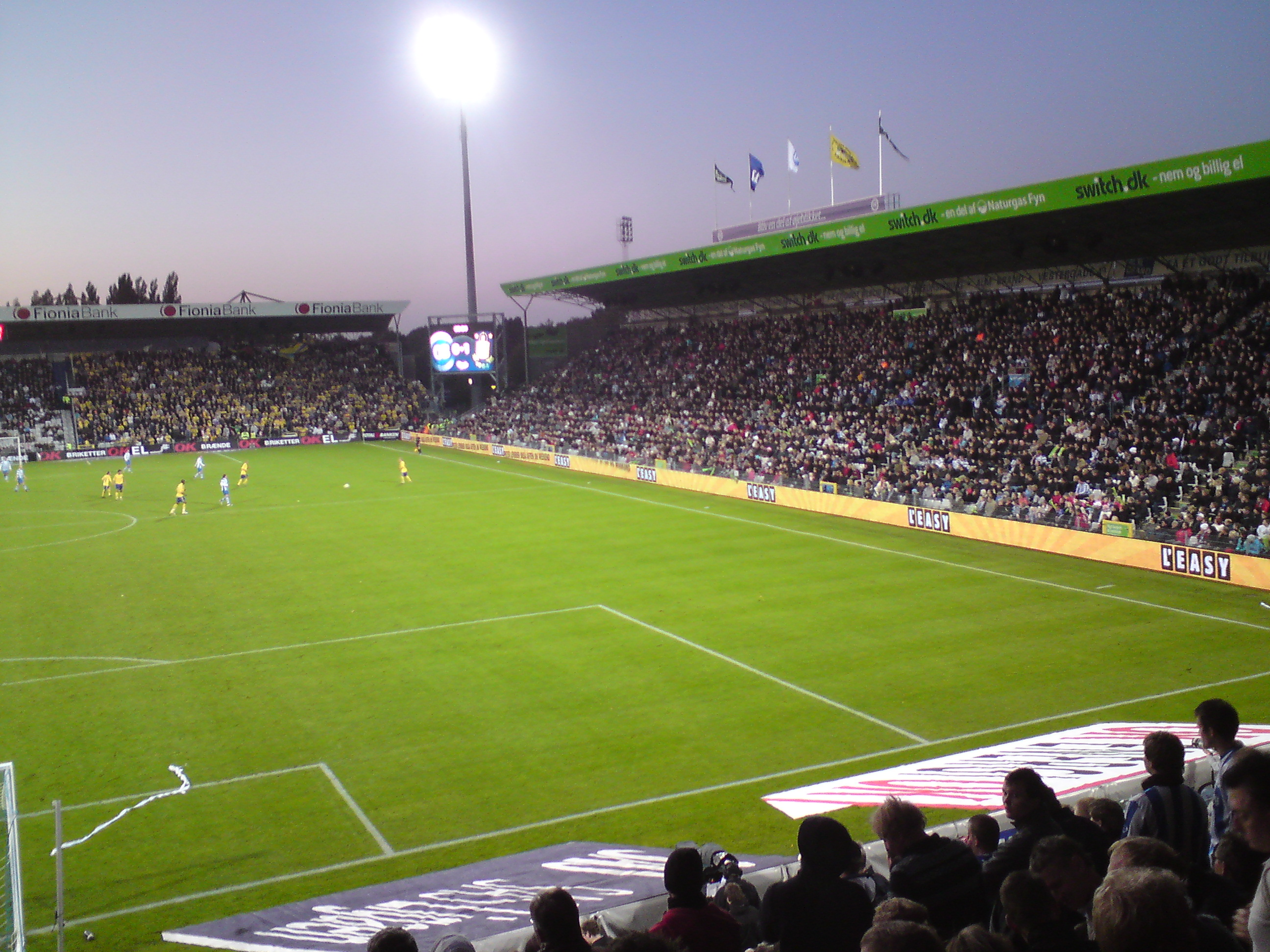
Partido durante la superliga en el TRE-FOR Park

Los clubes de fútbol más importantes de Odense son Odense BK (OB), BK Marienlyst (BM), B1909, B1913 y OB que tienen una historia que se remonta a 1887 cuando fue fundada como Kricketklub Odense (Odense Cricket Club). Se cambió el nombre a SU Odense BK en 1893 después del fútbol fue incluido en las actividades. El club ganó la Copa de Dinamarca en 2002 y 2007 y fue subcampeón en 2009, 2010 y 2011. El club TRE-FOR Park, también es conocido como Odense Stadion. BK Marienlyst, fundada en 1922, se encuentra en la 2.ª División Oeste, y juega partidos locales en su Marienlystcentret, que tiene una capacidad de 1200 personas. El club tiene un equipo de voleibol notable. RC Odense representa a la ciudad en el rugby en combinación con Lindo RSC.
Los Bulldogs de Odense es un equipo de hockey sobre hielo profesional con sede en Odense. Juegan en la primera división de Dinamarca, AL-Bank Ligaen, como el único equipo de Fionia. En el tenis, el club de tenis de Odense se encuentra cerca del río de Odense.
El H. C. Andersen maratón se celebra anualmente en Odense. El domingo de la Ascensión, los niños pueden participar en Eventyrløbet (el cuento de hadas de ejecución) con circuitos de 2,5 a 10 kilómetros. Hay muchos clubes deportivos más pequeños en Odense cubren atletismo, bádminton, baloncesto, el boxeo, escalada, ciclismo, esgrima, fútbol, golf, gimnasia, balonmano, jiujitsu, karate, equitación, patinaje sobre ruedas, tiro, natación, tenis de mesa, tenis, voleibol, yoga y lucha libre, así como varios especializados en instalaciones para las personas con discapacidad.

## Transporte
El Puerto de Odense consiste en tres cuencas principales y una serie de instalaciones a lo largo del canal, con muelles mide aproximadamente 4200 metros de longitud total. Buques de hasta una longitud de 160 metros y un proyecto de 6,8 metros se facilitan en el puerto. El muelle de los buques tanque se encuentra fuera del puerto en el lado sur del canal, con las instalaciones de los buques tanque, buques de carga general, a granel y buques de GLP, y tiene una profundidad de 7,5 metros. La accesibilidad a Odense fue aumentado considerablemente cuando el servicio de ferry entre las dos principales islas danesas, Selanda y Fionia, fue sustituido por el puente del Gran Belt que abrió sus puertas en 1997 para el tráfico ferroviario de 1998 para el tráfico rodado. Cuando el puente se abrió, era el segundo puente colgante más largo del mundo. A Aarhus se puede llegar en tren en 1 hora y 33 minutos, mientras que, gracias al Puente del Gran Belt, trenes a Copenhague pueden llegar como mucho en hora y cuarto.
La estación de tren principal es la estación de Odense que se encuentra en la línea entre Copenhague y Jutlandia, la parte continental de la península. Los trenes internacionales conectan la ciudad con Suecia y Europa continental, por ejemplo, de Estocolmo. SJ tiene un tren X2000 directo a Estocolmo a diario, tomando 7 horas para la ciudad capital. Los trenes locales y regionales vinculan Odense al resto de Dinamarca. Un ferrocarril de pasajeros independiente, Svendborgbanen, opera entre Odense y Svendborg. Anteriormente, los ferrocarriles conectaban a Odense con la mayoría de las ciudades costeras de Fionia, pero estos vínculos se cerraron en los años 1950 y 1960. En la actualidad, estas rutas regionales son servidas por autobuses operados por el FynBus, empresa pública que opera el autobús municipal de la ciudad, servicio que conecta los suburbios de la ciudad con el centro de la ciudad.
Por carretera, Odense se conecta a Jutlandia y Selanda y con la autopista Funish (Fynske motorvej), una sección de la E20, y de Svendborg en la parte sur de Fionia a través de la Autopista Svendborg (Svendborgmotorvejen) que comprende la danesa Ruta 9. Otras rutas, más pequeñas de Odense conectan con el resto de Fionia, con enlaces directos a todas las ciudades costeras.
Odense posee el aeropuerto de Odense, que opera vuelos a destinos turísticos, principalmente en los meses de verano.

## Sanidad

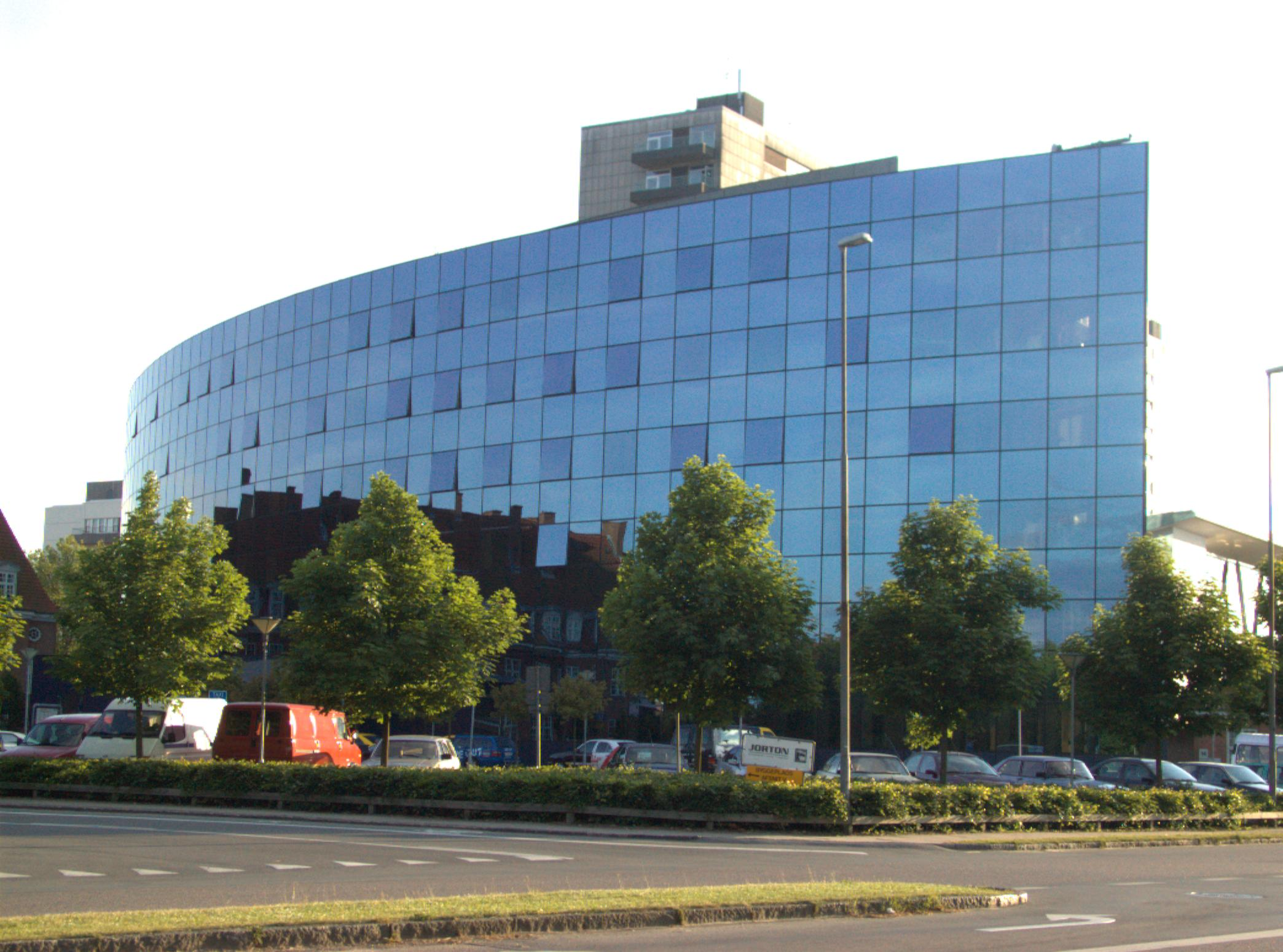
Hospital de la Universidad de Odense

El Hospital de la Universidad de Odense (OUH), establecido en 1912 es de gran importancia regional, no solo para la salud, sino para llevar a cabo la investigación en colaboración con el Instituto de Investigación Clínica de la Universidad de Dinamarca del Sur. Es OUH la unidad más grande de hospitales de Dinamarca y el mayor empleador en Odense, ya partir de 2006 había 1200 camas y una plantilla de 7700 personas, 1300 de las cuales las personas eran médicos. Hoy en día hay cerca de 10 000 empleados que cubren todos los campos de la medicina. El bloque de la torre del hospital es de 57 metros de alto, tiene 15 pisos y es el edificio más alto de Odense. Es el hospital principal de la parte norte de Fiona y lleva a los pacientes de toda Dinamarca, ya que cuenta con unidades altamente especializadas dentro de la cirugía de reimplante de mano y especial intervención neuro-radiológico.
El Hospital Hans Christian Andersen para niños, parte de la OUH, es el único departamento de pediatría en la isla de Fionia, y lleva a cabo investigaciones sobre la nutrición y las enfermedades gastrointestinales, el asma y las alergias, enfermedades hormonales y otras. A fecha de 2013, el Hospital de Niños estaba formado por siete pabellones y tenía 377 empleados, con cerca de 10 000 admisiones y 25 000 visitas anuales de pacientes externos al año. El nuevo hospital, que está en construcción y tendrá una superficie construida de 212 000 m²., costará mil millones de coronas danesas y se ubicará en un lugar más cercano a la Universidad de Dinamarca del Sur. Estaba programado que se completase su edificación en el año 2018. 
Odense también cuenta con varios otros hospitales privados, como el Privathospitalet HC Andersen Klinikken, Privathospitalet Hunderup y Privathospitalet Mariahjemmet. Además, en Odense se encuentra la clínica dental con más prestigio de la zona, Tandlægeselskabet Karen Juel Nissen.

## Educación

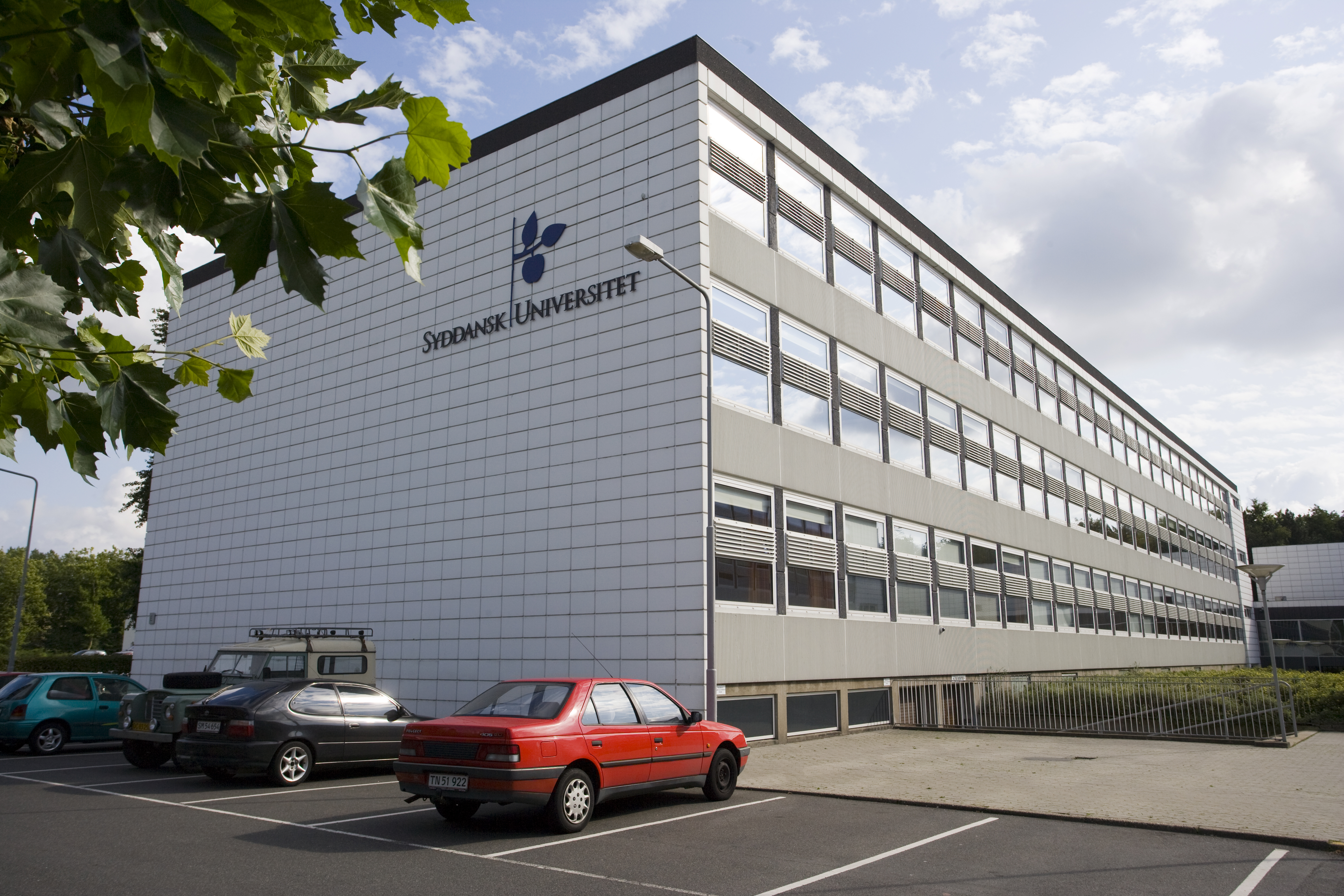
Universidad de Ingeniería de Odense

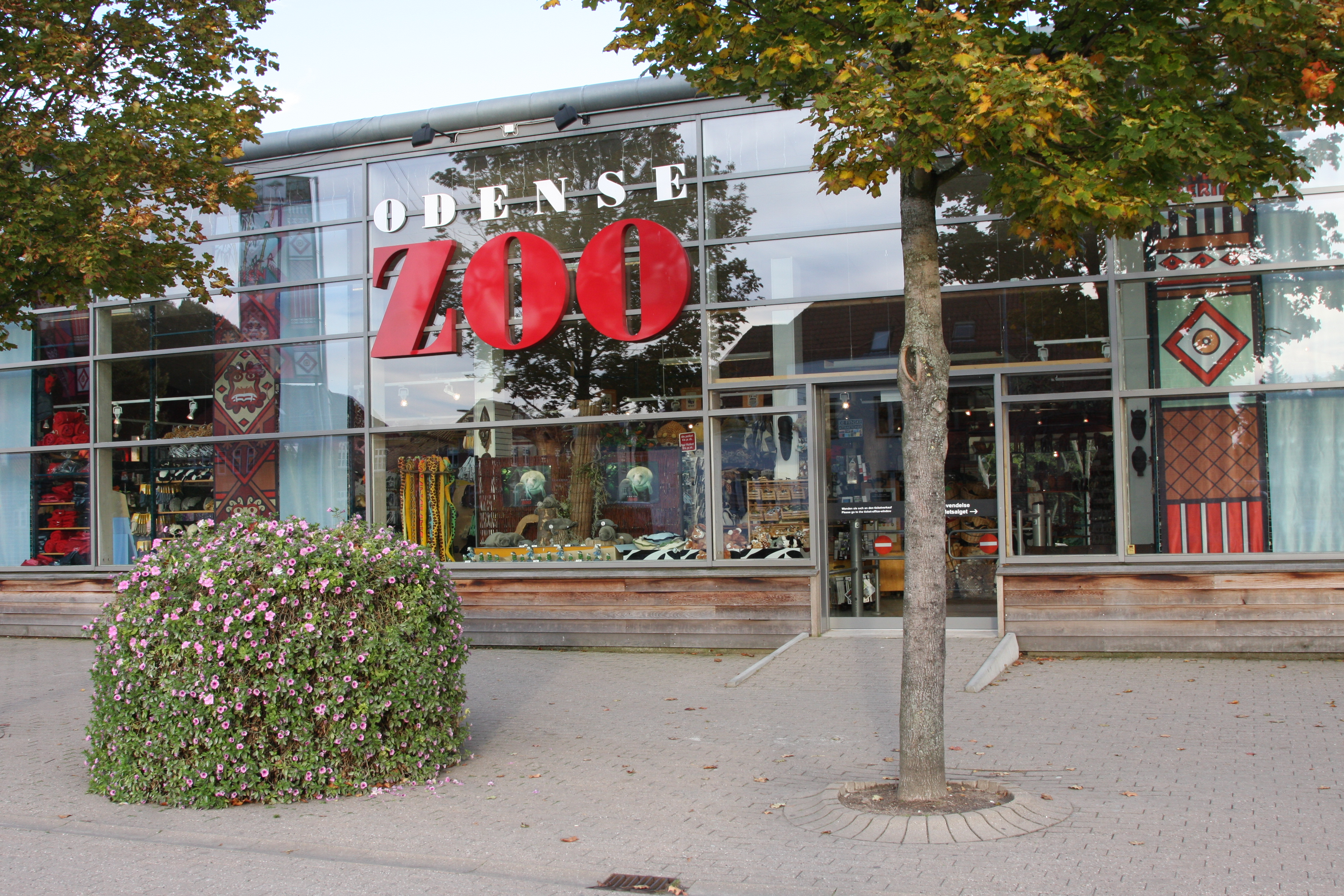
Zoo de Odense

La Universidad de Odense fue establecida por ley en 1964 y comenzó sus actividades de enseñanza en 1966. Fue la primera de tres universidades provinciales creadas para aliviar la presión que había sobre las universidades de Copenhague y Aarhus. A finales del siglo XX tenía aproximadamente 11 000 estudiantes y 5000 empleados. Antes de que se incorporara a la Universidad del Sur de Dinamarca en 1998, tenía cuatro facultades dedicadas a artes, medicina, ciencias sociales y ciencias naturales. El edificio de la universidad, terminado en 1971, fue diseñado por la firma KHR Arkitekter.
La Universidad del Sur de Dinamarca (Syddansk Universitet) se estableció en 1998 como una fusión de la Universidad de Odense, la Escuela Superior de Comercio del Sur (Handelshøjskole Syd), la Escuela Superior de Ingeniería del Sur (Ingeniørhøjskole Syd), el Centro Universitario del Sur de Jutlandia (Sydjysk Universitetscenter). Su campus central está en Odense, pero también tiene departamentos en Copenhague, Esbjerg, Kolding, Slagelse y Sønderborg. Con cerca de 26 000 alumnos en 2012, es la tercera universidad más grande de Dinamarca. La Facultad de Ingeniería combina varias instituciones: Odense Maskinteknikum (un colegio de ingeniería mecánica establecido en 1905, que en 1962 se convirtió en la Escuela de Ingeniería del Sur), el Instituto Mads Clausen y el Instituto Mærsk Mc-Kinney Møller.
Odense también tiene departamentos del Colegio Universitario del Pequeño Belt (University College Lillebælt, UCL), cuya sede central es Vejle. Esta institución es resultado de una fusión entre varias instituciones de educación superior de Fionia y Jellling, Vejle y Svendborg.

## Puntos de interés

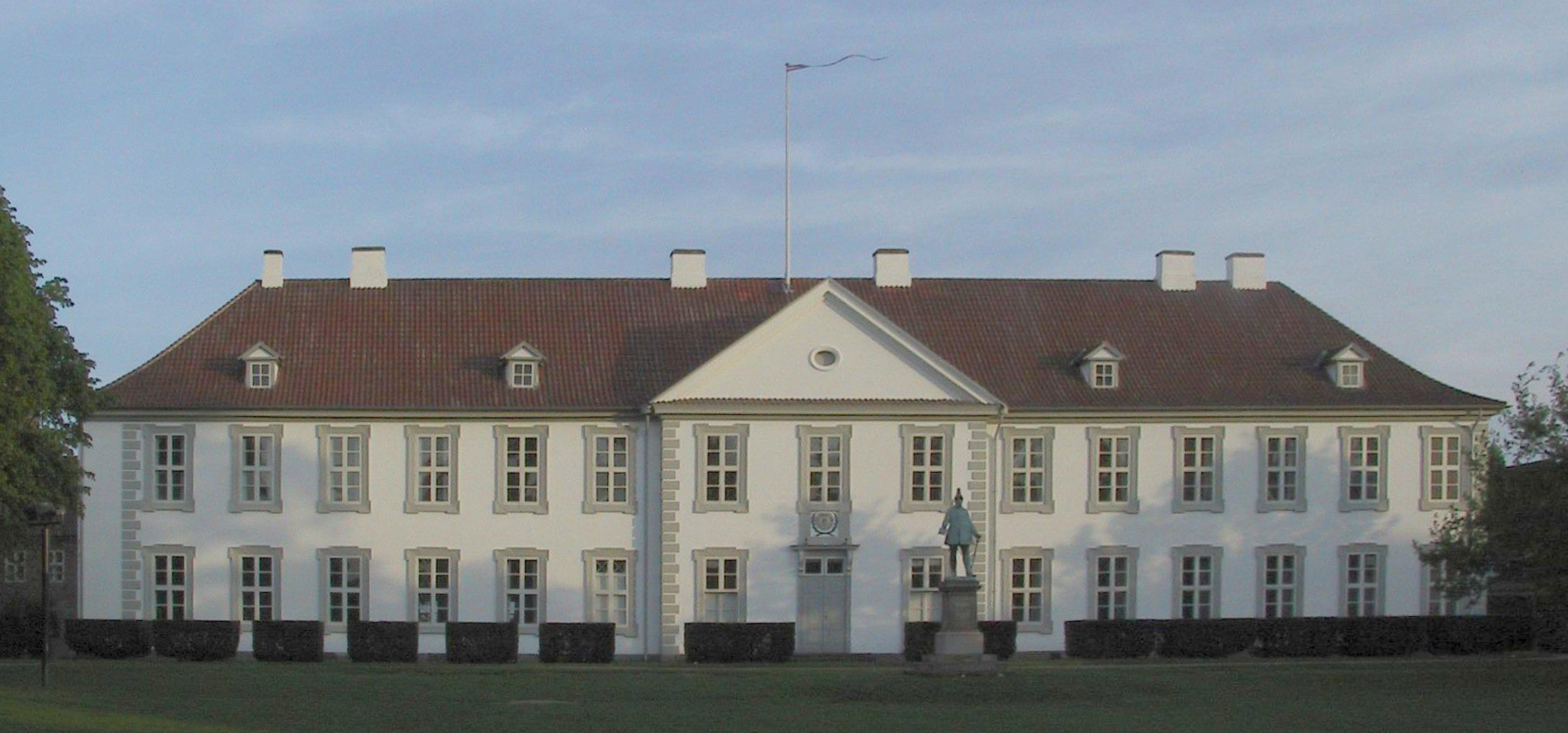
Palacio de Odense

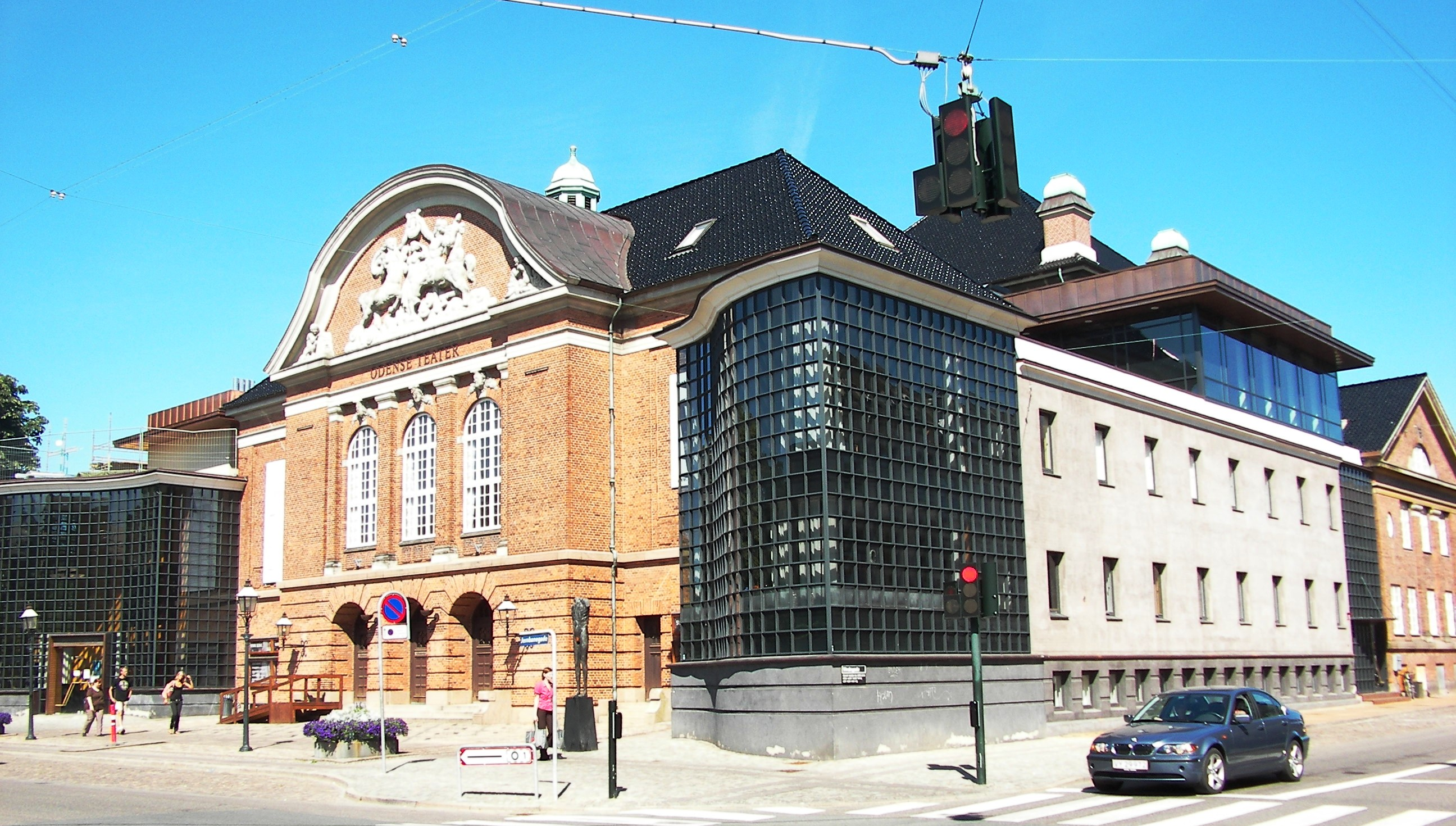
Teatro de Odense

- La catedral de San Canuto: es una de las mayores de Dinamarca. Es de estilo gótico. Fue construida entre 1081 y 1093 y reconstruida en el siglo XIII con diversas modificaciones más recientes. Esta iglesia constituye el mejor ejemplo de catedral gótica en Dinamarca. Aquí está enterrado el rey Canuto IV, patrono de Dinamarca, que disputó con Guillermo de Normandía la posesión de Inglaterra y que murió asesinado en el año 1086. La catedral contiene un retablo en forma de tríptico de más de 5 metros de altura. Fue esculpido por Claus Berg, maestro escultor nacido en Odense. El retablo contiene más de 300 figuras. La catedral tiene también pilas bautismales del año 1720.

- La casa de Hans Christian Andersen: está situada en un barrio completamente remodelado y que conserva casas de principios del siglo XIX. La vivienda en la que Andersen pasó parte de su vida se ha convertido en un museo en el que se pueden ver diversos manuscritos de sus obras así como dibujos y croquis de viajes realizados por el escritor.

- El Pueblo Fioniano: se trata de un museo al aire libre en el que se pueden visitar una veintena de casas y granjas típicas de la zona completamente reconstruidas. El museo permite ver como era la vida rural en la provincia en los siglos XVI y XVII.

- Zoo de Odense: Zoo de la ciudad, y uno de los más importantes del país.

## Ciudades hermanadas
La ciudad de Odense está hermanada con:
- Brno, República Checa
- Columbus, EUA
- Funabashi, Japón
- Groninga, Países Bajos
- Iksan, Corea del Sur
- Esmirna, Turquía
- Katowice, Polonia

- Kaunas, Lituania
- Kiev, Ucrania
- Klaksvík, Islas Feroe
- Kópavogur, Islandia
- Norrköping, Suecia
- Östersund, Suecia
- Petah Tikva, Israel

- Schwerin, Alemania
- Shaoxing, Zhejiang, China
- St Albans, Reino Unido
- Tampere, Finlandia
- Trondheim, Noruega
- Upernavik, Groenlandia